# Jacinta de Mariscotti
Jacinta Mariscotti, monja de la Tercera orden de San Francisco, es una santa italiana de la Iglesia católica que, después de una vida frívola y mundana, practicó radicalmente la virtud cristiana de la humildad, obrando milagros y profecías, promoviendo confraternidades para consolar a los ancianos y fomentando el culto a la Eucaristía.

## Biografía
Clarice de Mariscotti, más tarde Jacinta Mariscotti, hija de Marcantonio Mariscotti y de Ottavia Orsini, condesa de Vignanello, lugar cercano a Viterbo, nació en Vignanello el 16 de marzo de 1585. El matrimonio Mariscotti (o Marescotti) tuvo cuatro hijos más, que fueron los siguientes: Ginebra, que el año 1594 ingresó como religiosa en el convento de Terciarias Franciscanas de San Bernardino de Viterbo, donde, con el nombre de sor Inmaculada, vivió santamente hasta su muerte, que tuvo lugar en el mes de julio de 1631. Hortensia (1586-1626), joven virtuosa, el año 1605 casó con Paolo Capizucchi, marqués de Podio Catino. Sforza (1589-1655) casó en 1616 con Vittoria Ruspoli, y heredó el título de la familia de los Mariscotti. Galeazzo (1599-1626) fue abreviador de las letras apostólicas, y murió en la Curia Romana.
Jacinta fue enviada por sus padres al monasterio de San Bernardino de Viterbo, al lado de sor Inocencia, para que comprobara de cerca la santa vida que practicaba su hermana y las venerables sor Inés Guerrieri, virgen romana, y sor Lucrecia Fracassini. Como Jacinta no pensaba más que en llevar una vida mundana, no soportó gran tiempo el retiro del monasterio, decidiéndose a abandonarlo para regresar al lado de sus padres. Al no poder casarse, sus padres lograron convencerla para que ingresase de nuevo en un monasterio el 9 de enero de 1605, tomando en esta ocasión el hábito de Terciaria Franciscana en el mismo convento de San Bernardino de Viterbo, que unos años antes había abandonado y cambiando el nombre de pila por el de Jacinta con que ahora la conocemos.
Durante los diez primeros años (1605-1615), Jacinta llevó en el convento una vida mundana, detestando de las pequeñas habitaciones de las religiosas, por lo que se hizo construir para sí una celda magnífica con todo lujo. Pero en 1615, con treinta años de edad, Jacinta cayó gravemente enferma. Aquejada de agudos dolores, Jacinta pidió con insistencia la presencia de un sacerdote que la oyera en confesión. Al penetrar en una habitación tan suntuosamente enriquecida, el franciscano P. Antonio Bianchetti rehusó oírla en confesión. Dolorida, Jacinta hizo al día siguiente confesión general de todos sus pecados, determinándose resueltamente a cambiar de la vida que llevaba.
Jacinta practicó a partir de entonces la virtud de la humildad. Frecuentemente iba al refectorio con una cuerda echada al cuello, y en estas condiciones besaba los pies a las religiosas, pidiéndoles perdón por los escándalos que les había dado con su mala vida pasada. Cuando la nombraron vicesuperiora del convento y maestra de novicias, tuvieron que imponérselo por obediencia, pues ella no quería aceptarlo, pretextando que, no sabiendo gobernarse a sí misma, mal podía gobernar a las demás. Sentía hacia los pecadores una inmensa piedad. Entre los pecadores de Viterbo sobresalía Francisco Pacini, hombre atrevido, poderoso y deshonesto, a quien la Santa no solamente convirtió y lo convenció a llevar una vida de ermitaño, sino que fue en lo sucesivo su principal colaborador en la organización y desarrollo de las dos cofradías por ella fundadas.
La primera fue la Compagnia dei Sacconi (o Cofradía de los encapuchados de Viterbo), que Santa Jacinta fundó en 1636, con sede en la iglesia de Santa María de las Rosas, regida por unos Estatutos que, compuestos por los mismos cofrades, fueron aprobados por el cardenal Tiberio Muti (? 1636), obispo de Viterbo. El fin de la Cofradía era procurar el cuidado material de los enfermos y ayudarles a bien morir espiritualmente. Santa Jacinta añadió a los Estatutos de los cofrades especiales ejercicios que se habían de hacer en los últimos días de Carnaval, con públicas procesiones y visita a las iglesias donde estaba expuesto el Santísimo Sacramento, por lo que introdujo entre estos cofrades la práctica del piadoso ejercicio de las Cuarenta horas, que en el siglo anterior ya había aprobado el papa Clemente VIII.
La Congregación de los oblatos de María, fundada también por Santa Jacinta en 1638, estableció su sede en la vieja iglesia de San Nicolás, en el llano de Ascarano, donde los oblatos de San Carlos Borromeo les hicieron donación del hospicio que ellos habían erigido en 1611 para ancianos e inválidos. La Congregación de los oblatos de María fue aprobada, después de no pequeñas dificultades, por el ordinario, Francisco María, cardenal Brancacci, el 5 de julio de 1639; el mismo ordinario aprobó, el 2 de marzo de 1643, las Constituciones de los dichos oblatos, redactadas por Santa Jacinta. Según las mismas, la Casa Madre era conocida con el nombre de il Fratello (el Hermano); se prescribe un año de probación, y el noviciado, el Oficio divino, oraciones y varias meditaciones, austeridades y abundantes penitencias. Esta legislación, que más convenía a monjas contemplativas de clausura que a una congregación de seglares, dados a obras de caridad y actividades apostólicas, fue la causa principal de que la Congregación de los oblatos de María tuviera escasa duración.
Debido a su iniciativa, Camila Savelli, duquesa de Farnesio y de Savella, fundó dos monasterios de clarisas en Farnesio y en Roma; las novicias acudían al convento de Viterbo para marchar bajo su dirección por el camino de la vida espiritual.
La fama de su virtud se propagó por toda la región. Cierto día algunos paisanos hacían un viaje en alta mar, cuando fueron sorprendidos por una fuerte tormenta. En la inminencia de zozobrar, uno de ellos exclamó: “Oh hermana Jacinta, venga a nuestro socorro o pereceremos”. En el mismo instante los pasajeros vieron a una monja franciscana de hábito blanco, que amainaba las ondas y dirigía con fuerza sobrenatural la embarcación al puerto. Habiendo uno de ellos ido después al convento para agradecer tamaño beneficio, la superiora mandó llamar a Jacinta: “Fue ella quien nos salvó”. La santa huyó del locutorio para no ser alabada.

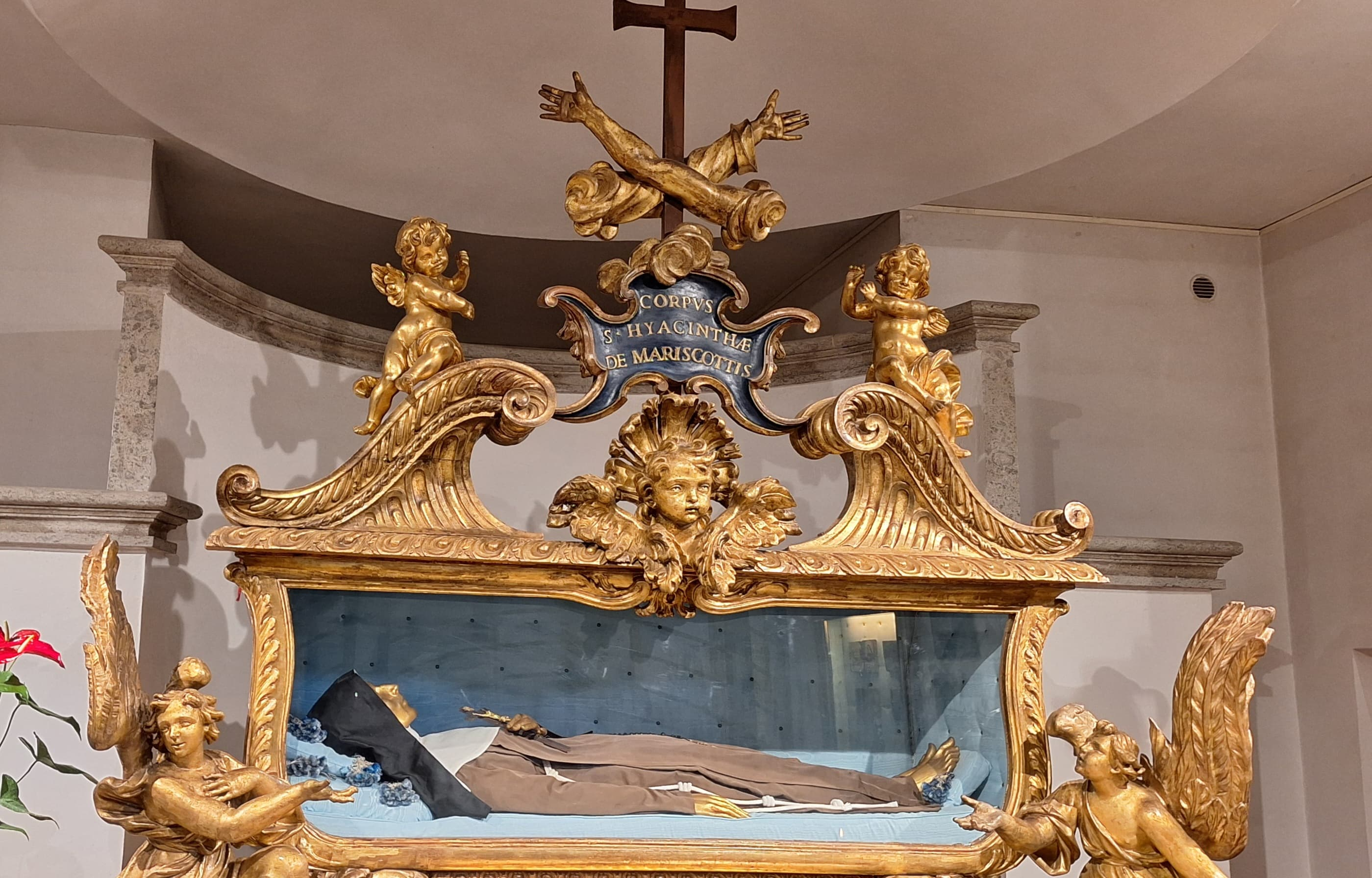
Tumba con el cuerpo de Santa Jacinta Mariscotti expuesto para veneración pública en Viterbo, Italia

El 30 de enero de 1640 moría sor Jacinta. Desde el momento en que la noticia de su muerte se extendió por la villa de Viterbo, la emoción de las gentes fue general, e inmenso el número de los que concurrieron a sus funerales. Esta ilustre virgen fue beatificada en 1762 por Benedicto XIII, de la familia de los Orsini, a la cual pertenecía Ottavia, la madre de nuestra Santa, como ya hemos visto; el 24 de mayo de 1807 el papa Pío VII la inscribió en el catálogo de los santos. El cuerpo de Santa Jacinta descansa en el monasterio de Terciarias Franciscanas de San Bernardino de Viterbo. Después de dos siglos, allí se conserva incorrupto a la veneración de los fieles.